# 大普賢岳
大普賢岳（だいふげんだけ）は、奈良県の大峰山脈を形成する山の一つ。標高1779.9m。大天井ヶ岳から八経ヶ岳へ至る山脈の中間あたりに位置している。吉野から熊野三山への大峯奥駈道上にあり、南には国見岳、七曜岳、行者還岳と続く。

## 概要
古来、修験道の山として山伏の修行の場であったため、指弾ノ窟、朝日窟、笙ノ窟、水太覗といった修験道の行場跡がある。
山の東西には支稜があり、東側には和佐又山（標高1344m）がある。この和佐又山と大普賢岳の間、東側の標高1,450m付近に自然の岩窟「笙ノ窟（しょうのいわや）」があり大峯修験の参籠行場となっている。笙ノ窟から山頂付近までは梯子や鎖場が連続する。笙ノ窟と山頂の間にある石の鼻は眺望がよく、晴れた日には大台ケ原、弥山 - 釈迦ヶ岳が見渡せる。
大普賢岳山頂は狭く、10人ほどしか立てないほどである。南の七曜岳（標高1584m）に続く稜線上には、水太覗（みずぶとのぞき）と呼ばれるポイントがあり、大台ヶ原を見渡すことができるが絶壁となっている。
植生はブナ、ナラなどが主体の原生林を形成し、シャクナゲ、サラサドウダン、ヒメシャラも多く見られる。このため秋の紅葉は非常に美しい。
山麓にあった天ヶ瀬（あまがせ）集落の人々は、平安時代後期から周辺の山林や「笙ノ窟」の管理などを行って修験道を支援してきた。天ヶ瀬集落は人口減少のため廃村になってしまったが、祭祀はその後も続けられている。

## 登山
1982年（昭和57年）に中学校の旧木造校舎を移築して「上北山村休養休憩施設」としてヒュッテ（和佐又山ヒュッテ）が開業し、避難小屋の役割も果たしていたほか林間学校等としても利用された。しかし、老朽化等により和佐又山ヒュッテは2019年12月に閉業した。
その後、宿泊を兼ねた管理棟が新設され、2023年10月1日にWASAMATA HUTTE（和佐又ヒュッテ）がオープンした。
- WASAMATA HUTTE（和佐又ヒュッテ）から登るのが一般的であり、左回りに朝日窟→小普賢岳→国見岳→七曜岳→無双洞へと下り、和佐又へ戻るルートが知られている。
- 山上ヶ岳から大峰山脈縦走路に入り、大普賢岳、行者還岳、弥山を経て八経ヶ岳までを縦走するコースがある。

## ギャラリー

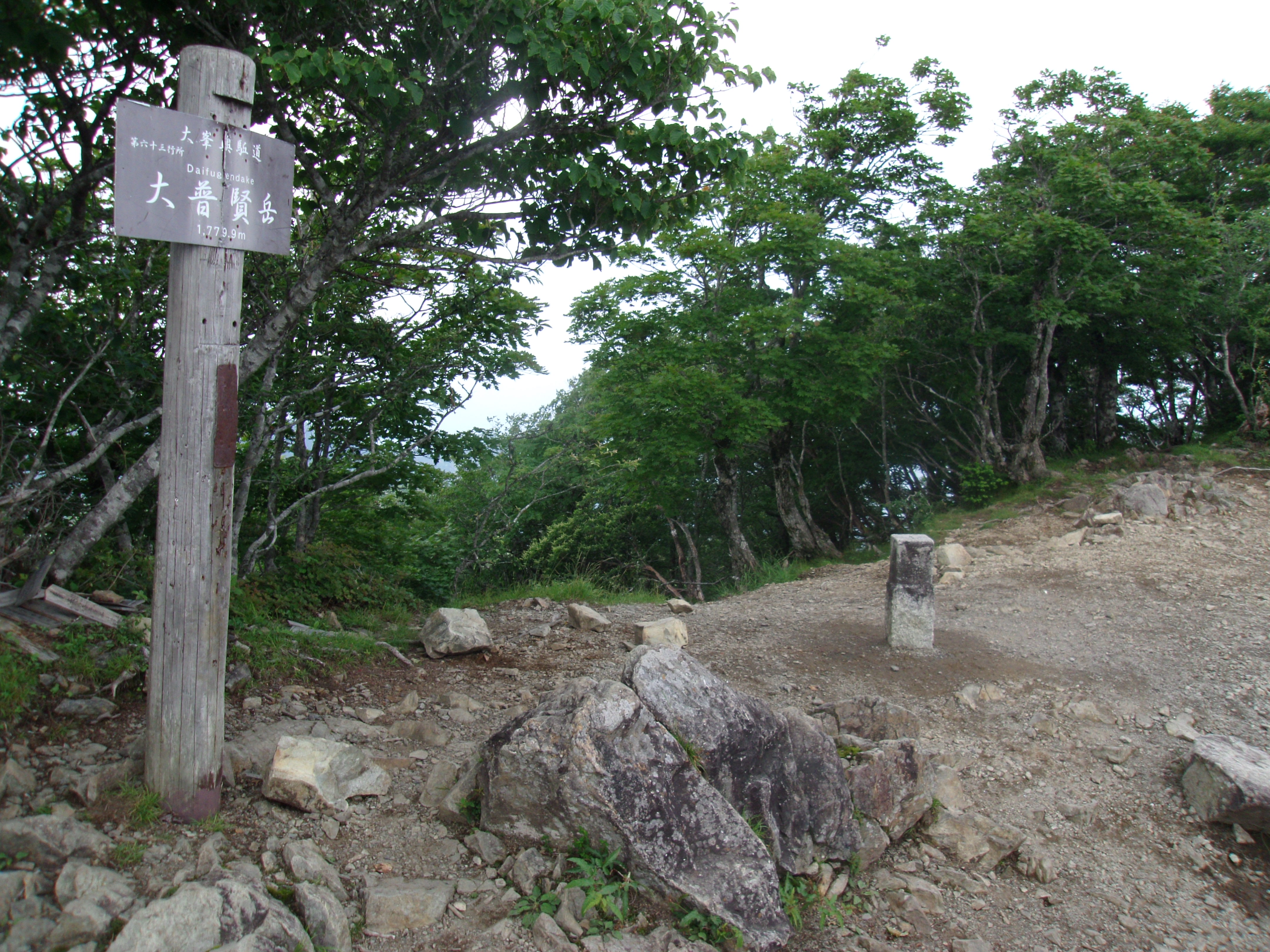
大普賢岳山頂
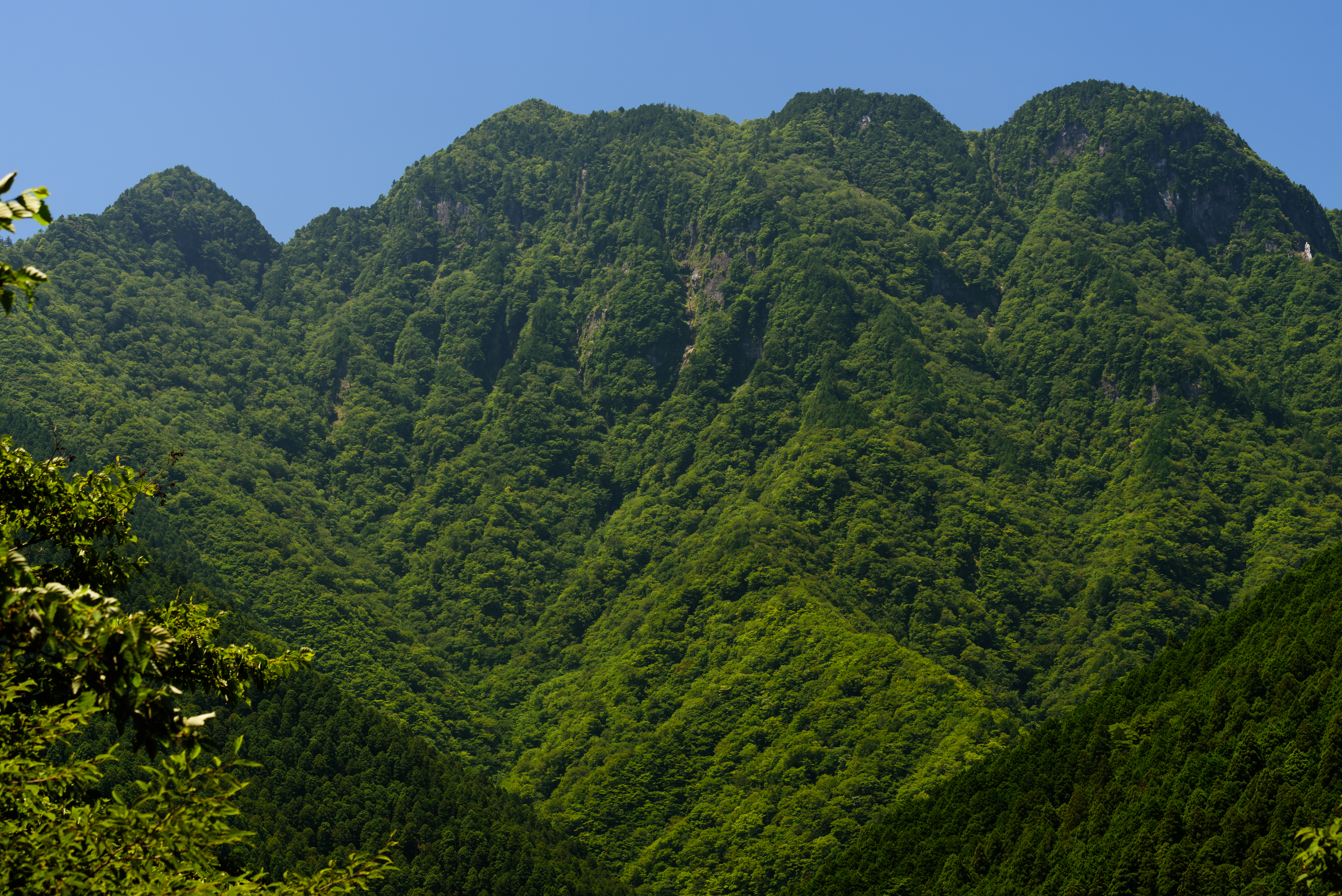
(2018年8月)
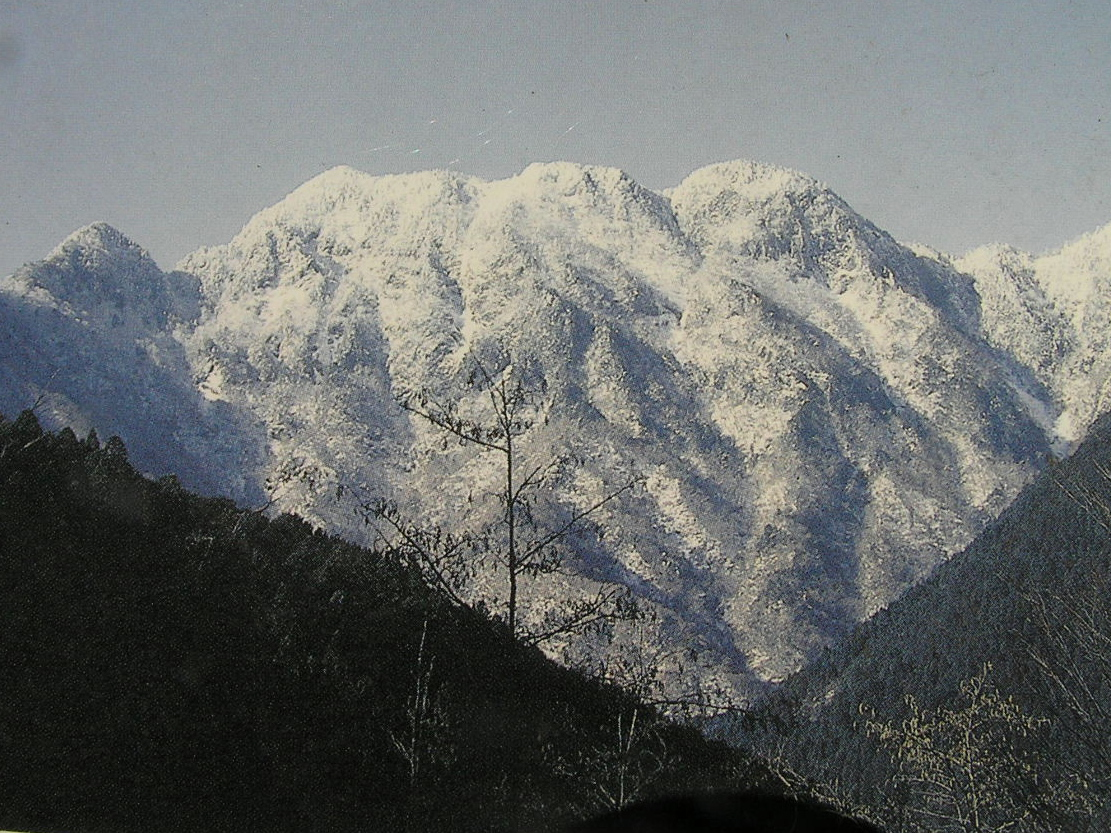
(2007年11月)
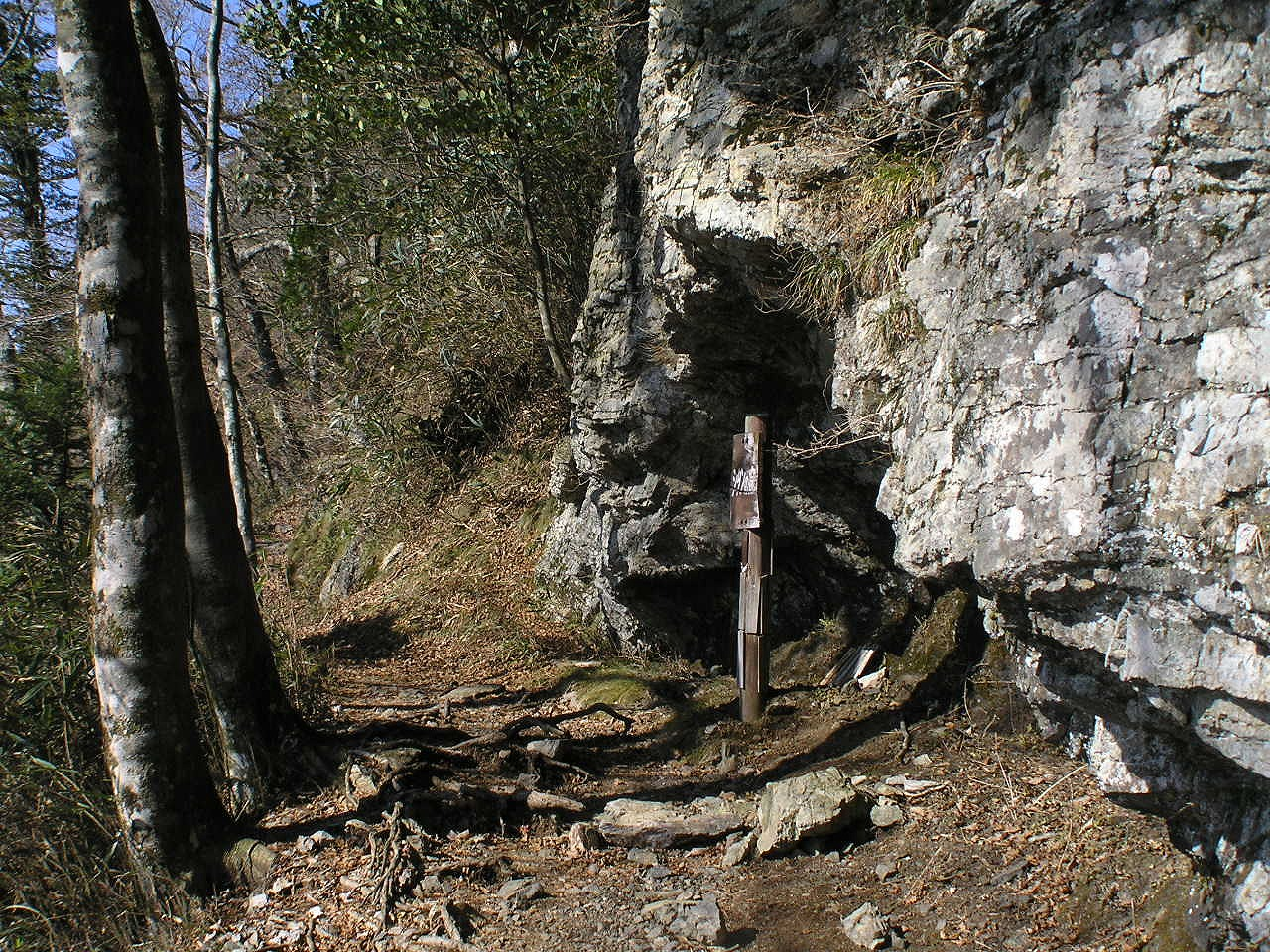
シタンの窟
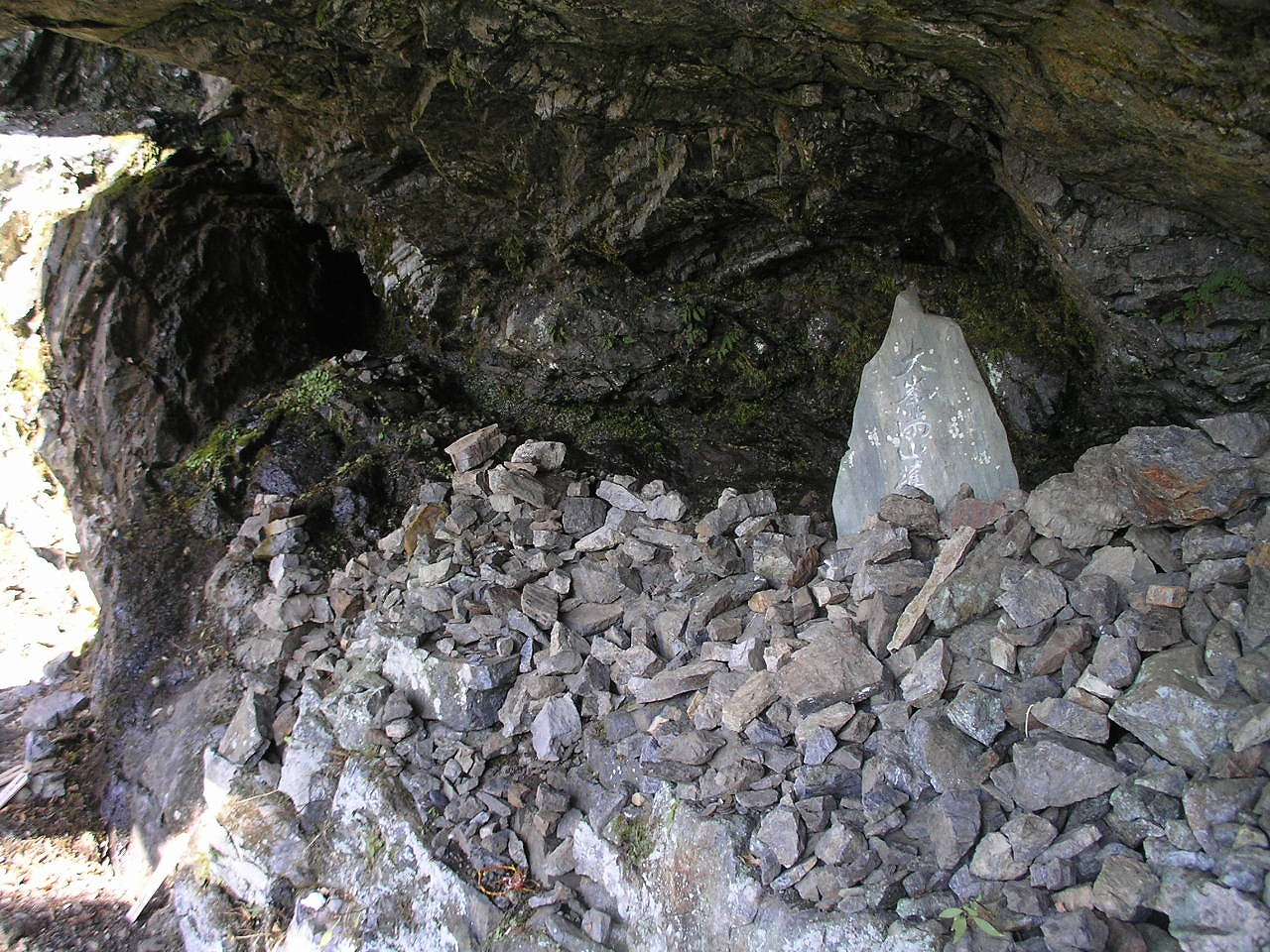
朝日窟
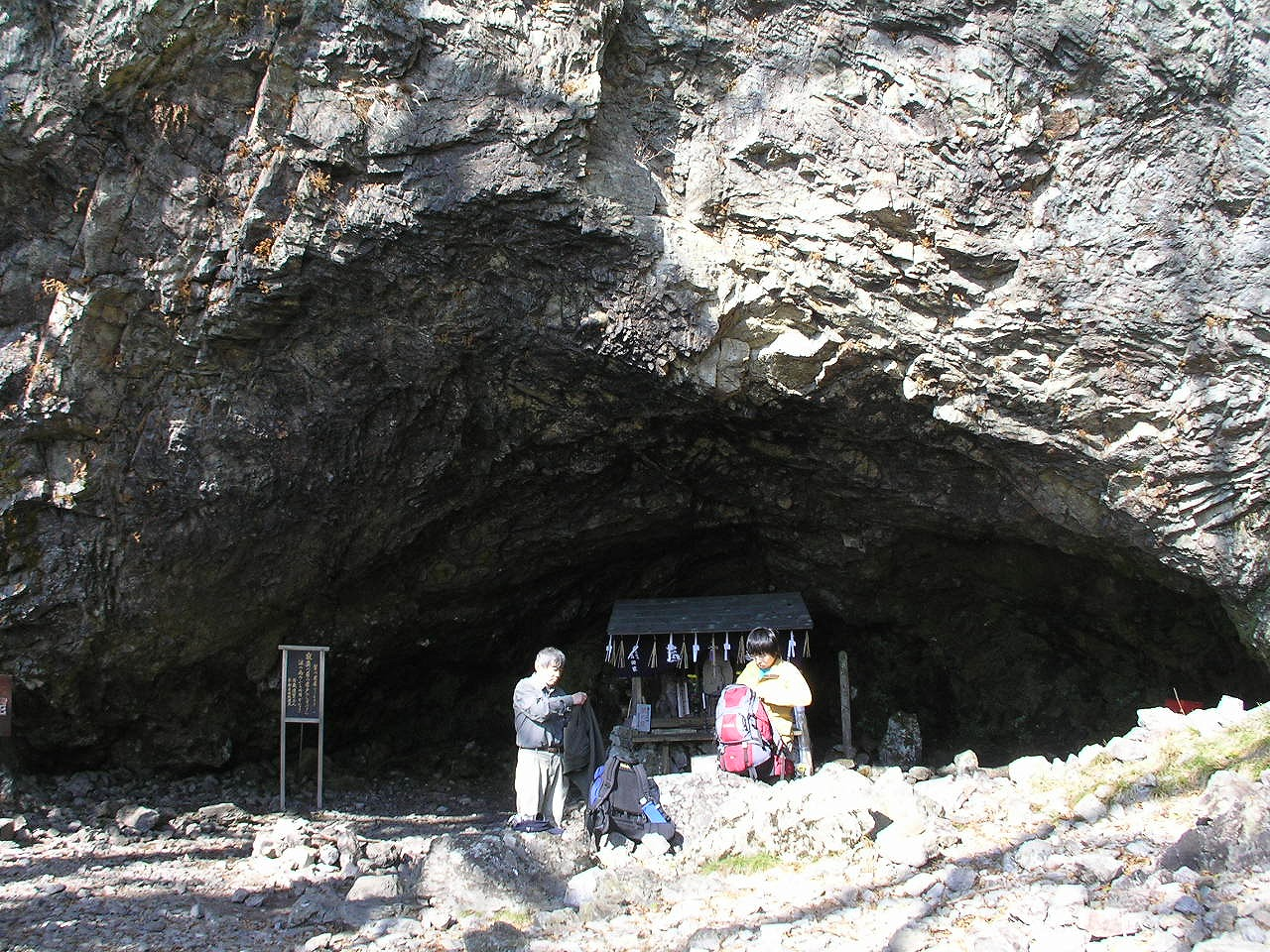
笙の窟
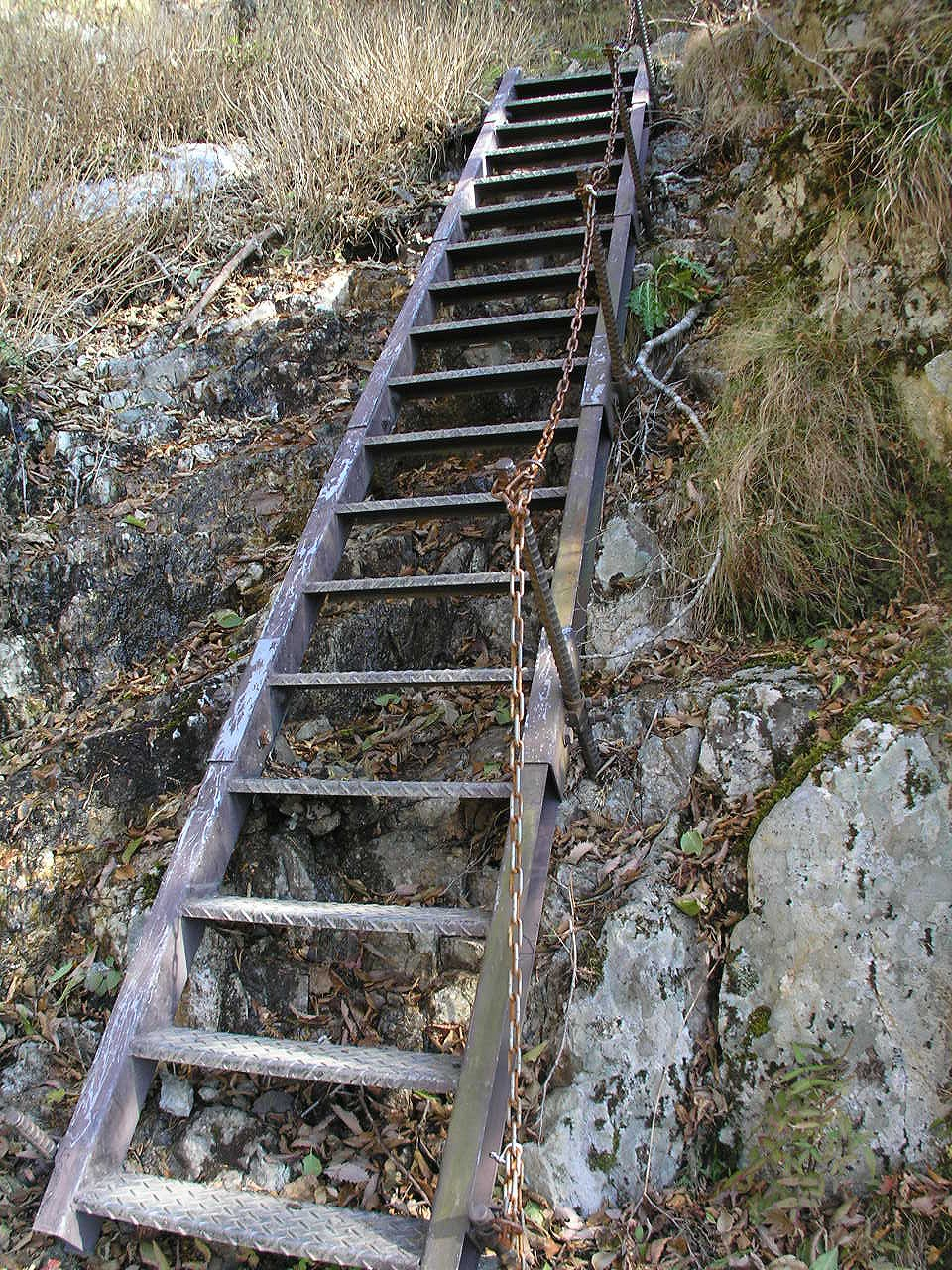
登山道の梯子
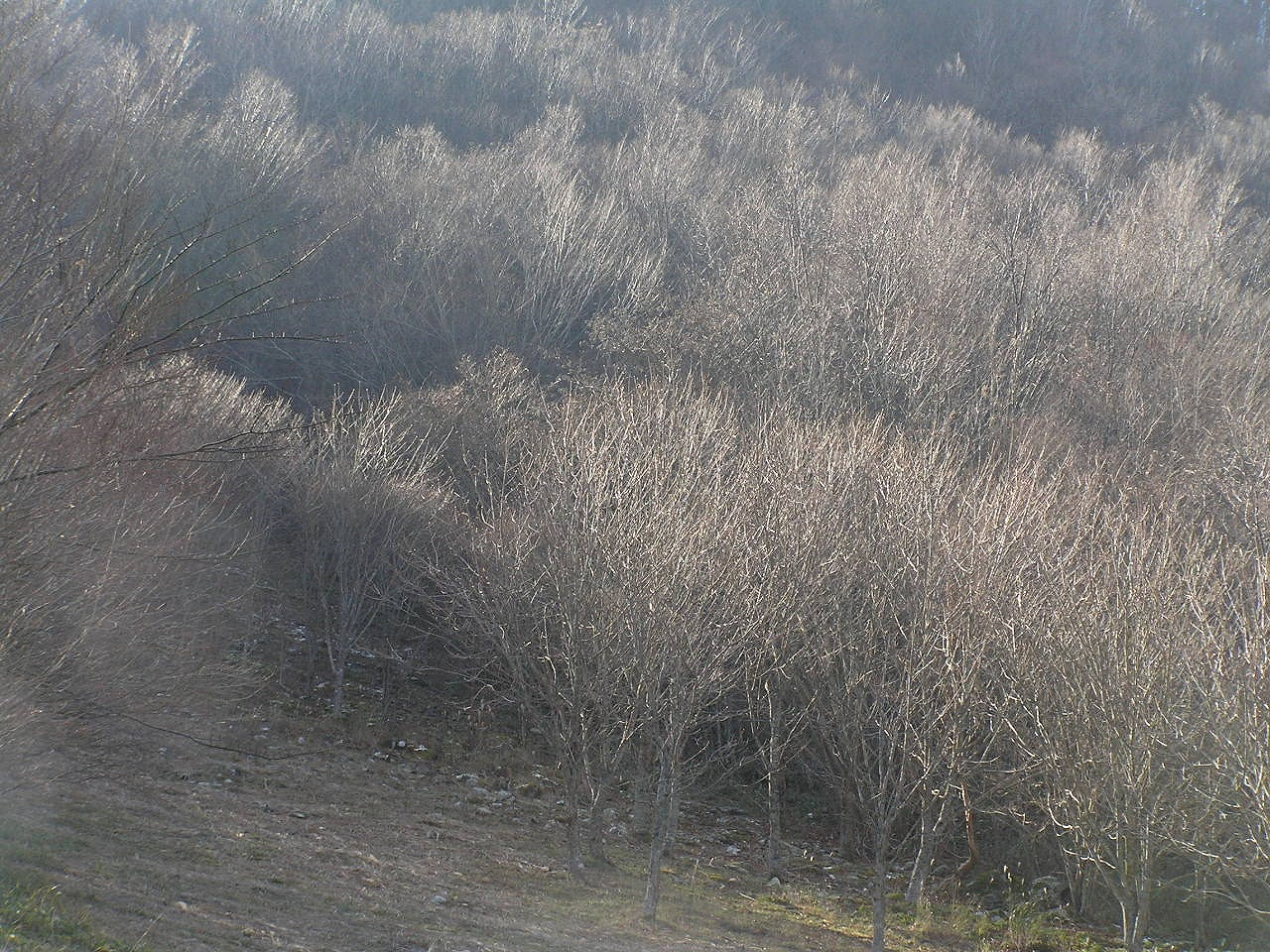
和佐又山登山口付近の雑木林
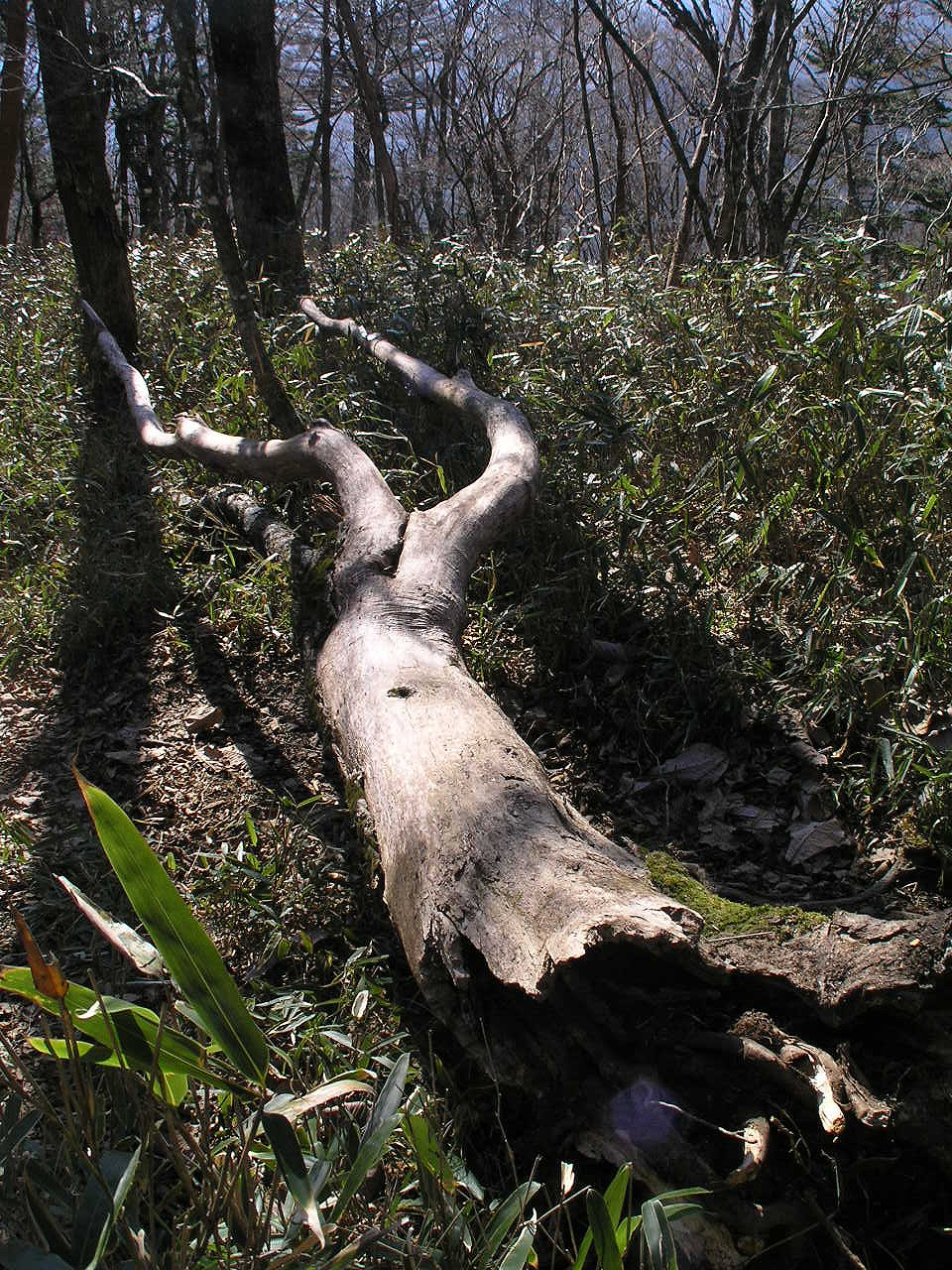
大普賢岳登山道によく見られる倒木
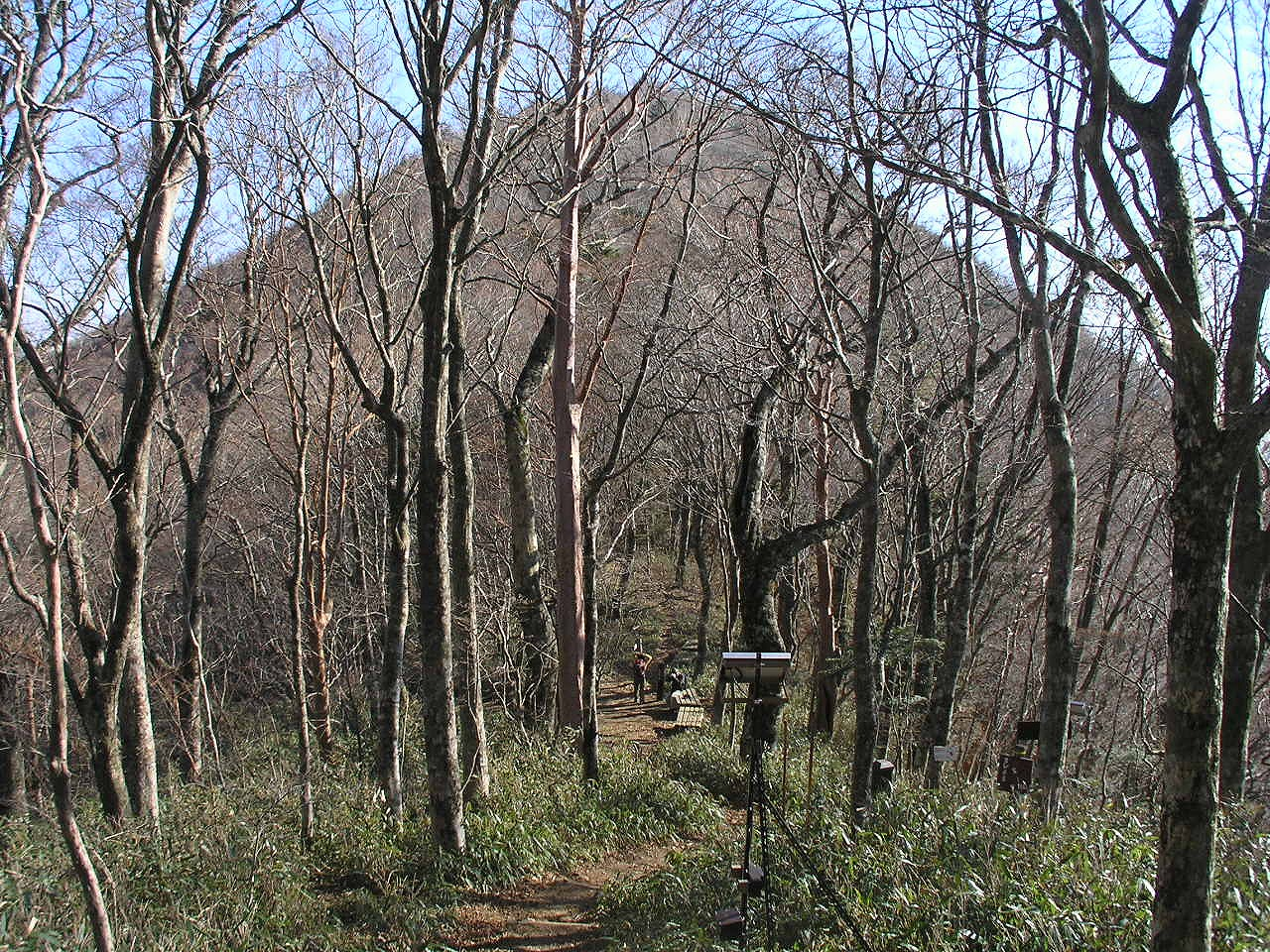
和佐又山